# Danau Maninjau
Danau Maninjau (engelska: Lake Maninjau) är en sjö i Indonesien.   Den ligger i provinsen Sumatera Barat, i den västra delen av landet, 1 000 km nordväst om huvudstaden Jakarta. Danau Maninjau ligger 461 meter över havet. Arean är 100 kvadratkilometer. I omgivningarna runt Danau Maninjau växer i huvudsak städsegrön lövskog. Den sträcker sig 16,7 kilometer i nord-sydlig riktning, och 8,6 kilometer i öst-västlig riktning.